# 海倫·德·波塔萊斯
海倫·德·波塔萊斯伯爵夫人（法語：Hélène de Pourtalès，1868年4月28日—1945年11月2日），原名海倫·巴貝（Helen Barbey），是一名出生美國的帆船手，代表瑞士參加1900年夏季奧林匹克運動會，成為第一位贏得夏季奧運會金牌的女性，也是第一位代表瑞士參加奧運會的女性。

## 生平
海倫·巴貝出生於1868年4月28日的紐約市，是亨利·艾薩克·巴貝（Henry Isaac Barbey）和瑪麗·巴貝（Mary Barbey，原姓洛里拉德）的女兒。她的母親是紐約市社交界的著名人物；她的父親是一名金融家，也是布法羅、羅徹斯特和匹茲堡鐵路的董事，是阿德里安·格奧爾格·伊塞林（Adrian Georg Iselin）的姪子，也是查爾斯·奧利弗·伊塞林（Charles Oliver Iselin）的表兄弟。她的祖父母是皮埃爾·洛里拉德三世（Pierre Lorillard III）和凱瑟琳·安妮·洛里拉德（Catherine Anne Lorillard，原姓格里斯沃德）。

## 奧運會
波塔萊斯聯同丈夫亨曼·亞歷山大（Hermann Alexander de Pourtalès）及丈夫的外甥伯納德（Bernard de Pourtalès）代表瑞士參加1900年夏季奧林匹克運動會，他們三人以瑞士帆船隊萊里納（Lérina）參賽，參加1至2噸敞篷帆船賽，第一場比賽他們壓倒所有法國代表獲得金牌；第二場比賽中獲得銀牌。
波塔萊斯成為第一位贏得夏季奧運會金牌的女性。

## 個人生活
在1891年4月25日，波塔萊斯伯爵夫人與亨曼·亞歷山大，波塔萊斯伯爵（1847-1904）結婚，亨曼·亞歷山大的第一任妻子瑪格麗特·馬塞特（Marguerite Marcet）已經去世。
在亨曼的第一次婚姻中，波塔萊斯夫人成為伊夫·波塔萊斯伯爵（Guy de Pourtalès ，1881-1941）和雷蒙德·波塔萊斯伯爵（Raimond Pourtalès，1882-1914）的繼母，雷蒙德曾擔任德國大使館的隨員，並於1911年與德國駐美國大使館大使約翰·海因里希·冯·伯恩斯托夫（Johann Heinrich von Bernstorff）的女兒路易絲·亞歷山德拉·冯·伯恩斯托夫（Luise Alexandra von Bernstorff ，1888-1971）結婚。這場婚禮在華盛頓特區舉行，當時的美國總統威廉·霍華德·塔夫脫也出席婚禮。在雷蒙德於1914年去世後，他的遺孀路易絲·亞歷山德拉再嫁給勒文施泰因-韋爾特海姆的約翰尼斯·巴普蒂斯塔王子（Prince Johannes Baptista），他是勒文施泰因-韋爾特海姆-羅森貝格第六任親王卡爾的幼子。
波塔萊斯夫人於1945年11月2日在日內瓦去世。